# Franziskanerkloster Hall in Tirol

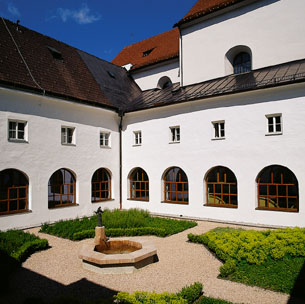
Innenhof des Franziskanerklosters in Hall in Tirol

Das Franziskanerkloster Hall ist ein Kloster der Franziskaner (OFM) in Hall in Tirol.

## Geschichte
Bereits 1474 wurden öfters Franziskaner von Wien aus als Prediger nach Hall geschickt. Im Jahre 1635 übergab Herr Pantaleon Schiestl von Liechtenthurn den Franziskanern seinen Ansitz Scheibenegg auf der unteren Lend (einst Glashütte, jetzt städtische Altersheim). Wegen häufiger Überschwemmungen durch den Inn wurde 1644 das Kloster am heutigen Platz außerhalb der Stadtmauer unter dem Architekten P. Rufin Laxner OFM erbaut und 1645 bezogen. Dazu spendete Georg von Ettenhart aus Innsbruck, königlich-spanischer Schatzmeister in Madrid, 5000 Gulden, weshalb er als Stifter des Klosters gilt. Große Unterstützung kam auch von der Landesfürstin Claudia de’ Medici. Die Kirche wurde 1648 auf den Titel „Maria von den Engeln“ (Portiunkula, Patrozinium am 2. August) gestellt.
Im Jahr 1760 brannte das Kloster ab. Nach dem Wiederaufbau schuf Christoph Anton Mayr aus Schwaz die wertvollen Gemälde des Kreuzganges; auf 31 Bildern ist das Leben, Sterben und Nachwirken des hl. Franz von Assisi dargestellt. Der Wohltätigkeit des Msgr. Cserveny verdankt das Kloster die Vergrößerung des Gartens und den Bau des Bibliothekstraktes. Während des Zweiten Weltkrieges wurde am 30. September 1940 das Kloster durch die Nationalsozialisten enteignet und aufgehoben sowie die Kirche geschlossen. 1945 konnten die Franziskaner das Kloster wieder beziehen, sodass am 13. Juni 1945 der erste Gottesdienst in der Klosterkirche stattfand. Vom Herbst 1997 bis zum Frühjahr 1999 wurde das Kloster einer Generalsanierung unterzogen.

## Klosterkirche

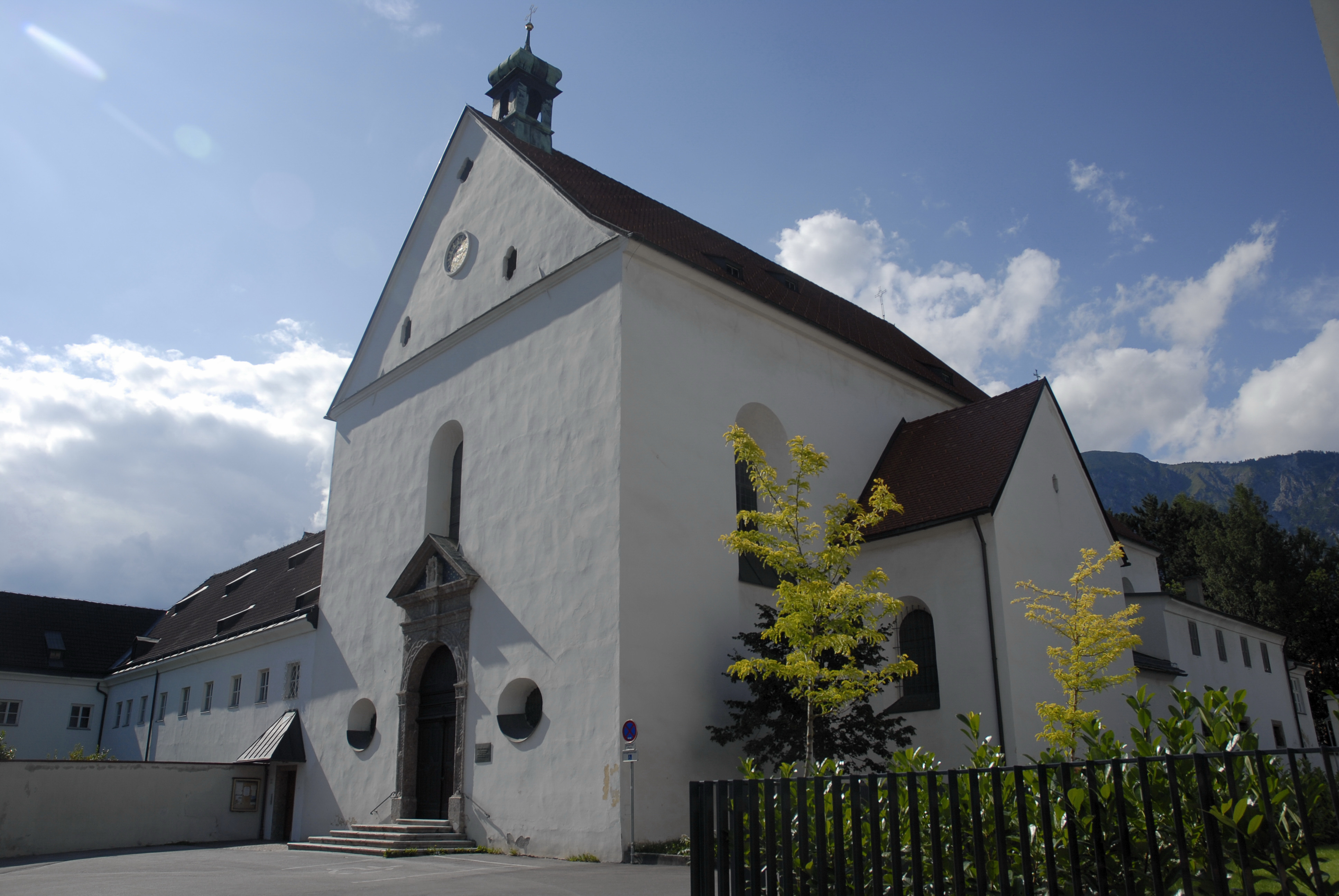
Franziskanerkirche

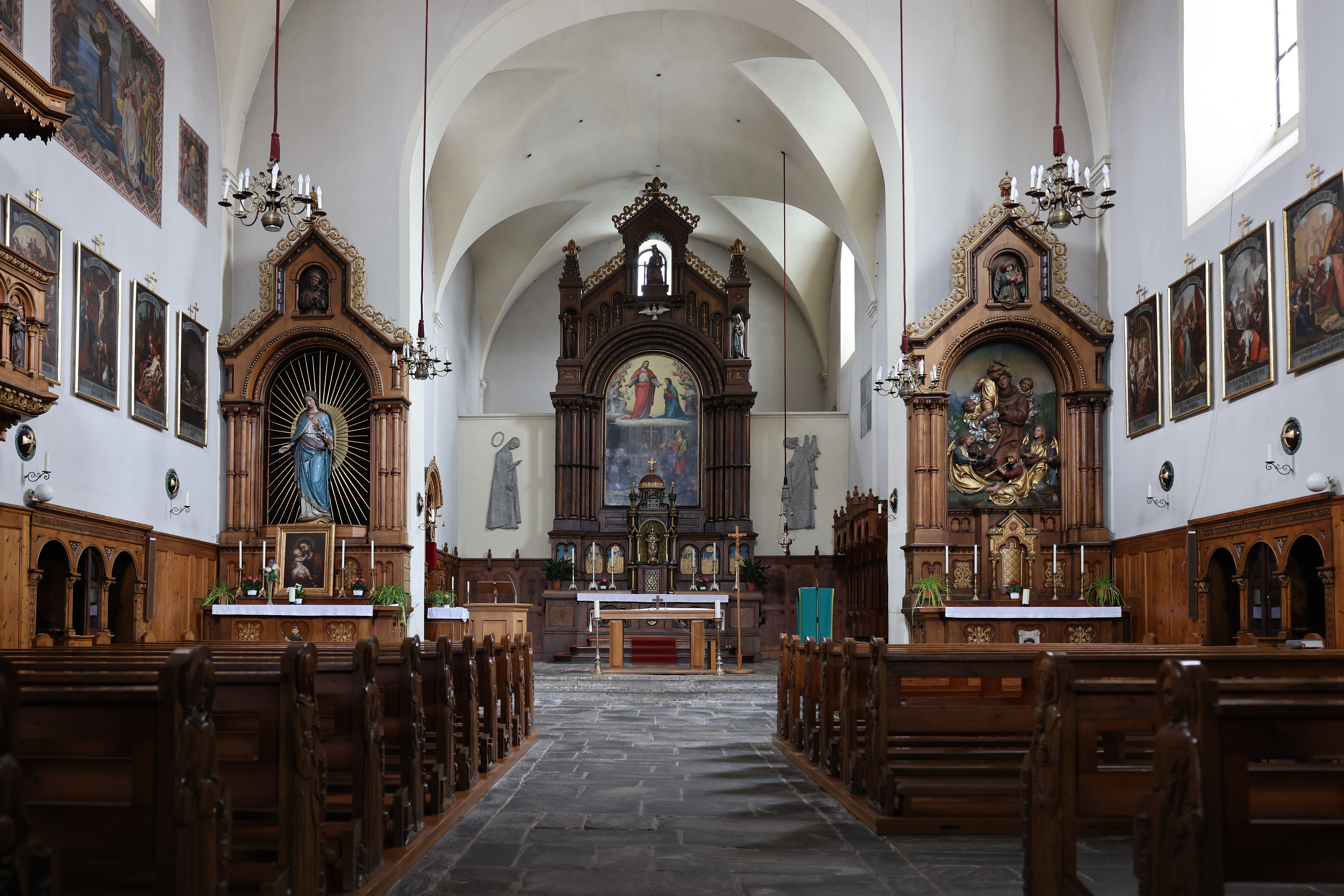
Innenansicht der Franziskanerkirche

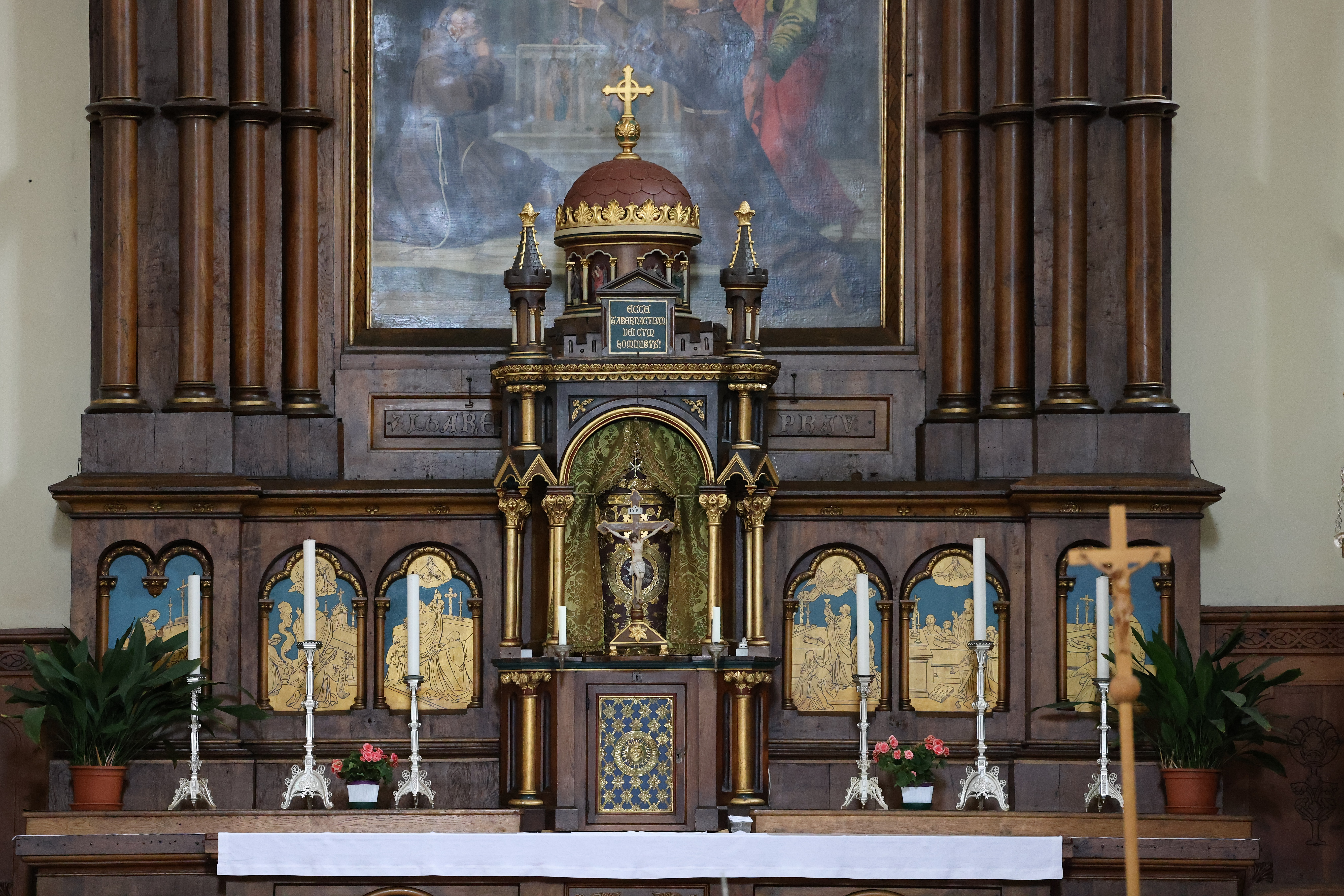
Altar der Franziskanerkirche

Die 1644 erbaute und dem Patrozinium Maria von den Engeln und Mariä Himmelfahrt unterstellte Klosterkirche wurde nach dem Brand 1760 erneuert und im 19. Jahrhundert neuromanisch umgestaltet. Sie ist ein für den Bettelorden typischer schlichter Saalbau mit eingezogenem Chor und Dachreiter mit Zwiebelhaube. Die Westfassade ist mit einem Dreieckgiebel und einem rundbogigen Steinportal aus dem zweiten Viertel des 17. Jahrhunderts versehen. Der dreijochige Innenraum ist mit flachen Pilastern gegliedert und im Langhaus mit einem Stichkappengewölbe, im Chor mit einem Tonnengewölbe mit Stichkappen und unter der Westempore mit einem Kreuzgratgewölbe gedeckt.
Bei der Renovierung in den 1920er Jahren wurde die Kirche mit Fresken geschmückt. Das Fresko Die Geburt des hl. Franziskus an der Westwand wurde 1921 von Josef Bachlechner dem Älteren geschaffen. Nach seinem Tod 1924 übernahm Franz Xaver Fuchs die weitere Ausmalung, von ihm stammen die Darstellungen Die Vogelpredigt des hl. Franziskus mit den kleineren Seitenbildern des hl. Bonaventura und des hl. Bernhardin von Siena (1925) sowie Die Fischpredigt des hl. Antonius (1929).
Die Kirche hat eine relativ einheitliche historistische Ausstattung. Der rechte Seitenaltar wurde 1917 mit einem Hochrelief des hl. Antonius von Josef Bachlechner d. Ä. versehen. Am linken Seitenaltar befindet  sich eine Pietà von Johannes Hutter, das 1924 von Bachlechner angefertigte und darunter angebrachte dreiteilige Bild mit Szenen aus dem Leben des hl. Paschalis Baylon hängt inzwischen am Bogen der Kreuzkapelle. In dieser befindet sich eine spätbarocke Kreuzigungsgruppe aus der Zeit um 1760, die Gregor Fritz aus Birgitz zugeschrieben wird.
Die während des Zweiten Weltkriegs zerstörten Kirchenbänke wurden nach dem Krieg vom Tischlermeister Schuster aus Hall neu geschaffen, die Seitenteile im Mittelgang stammen von Josef Bachlechner dem Jüngeren und zeigen 32 Heilige und Selige des Franziskanerordens.
Kloster, Kirche und Friedhof stehen unter Denkmalschutz.